# 福田潤
福田 潤（ふくだ じゅん、1976年（昭和51年） - ）は、福島県白河市出身の、日本の教育者。日本芸術高等学園校長。

## 略歴
- 1976年（昭和51年）、福島県白河市に生まれる。
- 1995年（平成7年）3月、福島県立白河高等学校を卒業。
- 1995年（平成7年）4月、専修大学法学部法律学科に入学。
- 1999年（平成11年）3月、専修大学法学部法律学科を卒業。
- 1999年（平成11年）4月、学校法人日本芸術学園日本芸術専門学校に入職。
- 2005年（平成17年）4月、日本芸術高等学園教務主任に就任。
- 2005年（平成17年）4月、学校法人日本芸術学園評議員に任命。
- 2006年（平成18年）4月、東京都専修学校各種学校協会 高等専修学校部会 振興委員に任命。
- 2013年（平成25年）4月、日本芸術高等学園教頭に就任。
- 2013年（平成25年）4月、全国高等専修学校体育大会振興委員に任命。
- 2015年（平成27年）2月、日本芸術高等学園副校長に就任。
- 2015年（平成27年）4月、日本芸術専門学校小岩校副校長に就任。
- 2015年（平成27年）9月、日本芸術専門学校大森校副校長に就任。
- 2016年（平成28年）4月、日本芸術高等学園校長に就任。
- 2016年（平成28年）4月、日本芸術専門学校小岩校校長に就任。
- 2017年（平成29年）4月、東京表現高等学院MIICA校長に就任。[1]
- 2017年（平成29年）4月、学校法人日本芸術学園法人本部事務局長に就任。
- 2017年（平成29年）4月、東京都専修学校各種学校協会 学校会計ワーキンググループ委員に任命。
- 2017年（平成29年）6月、東京都専修学校各種学校協会 運営委員に任命。
- 2017年（平成29年）6月、東京都専修学校各種学校協会 調査統計事業推進委員に任命。
- 2018年（平成30年）5月、フラガールズ甲子園全国高等学校連盟 会長に任命。
- 2018年（平成30年）6月、全国高等専修学校協会 理事に任命。
- 2018年（平成30年）6月、東京都専修学校各種学校協会 広報事業推進委員に任命。
- 2020年（令和2年）6月、東京都専修学校各種学校協会 理事に任命。[2]
- 2020年（令和2年）6月、東京都専修学校各種学校協会 高等専修学校振興委員会 副委員長に任命。
- 2020年（令和2年）6月、全国高等専修学校体育大会　実行委員長に任命。
- 2020年（令和2年）6月、全国高等専修学校協会 副会長に任命。
- 2020年（令和2年）6月、NPOフラガールズ甲子園 副理事長に任命。
- 2023年（令和5年）4月、公益財団法人 東京都私学財団 人権教育研修運営委員会委員に任命。
- 2023年（令和5年）6月、東京都専修学校各種学校協会 振興対策部に任命。
- 2024年（令和6年）6月、東京都専修学校各種学校協会 副会長に任命。[3]
- 2024年（令和6年）6月、公益財団法人 東京都私学財団　評議員に任命。[4]